# Karl Friedrich Zink

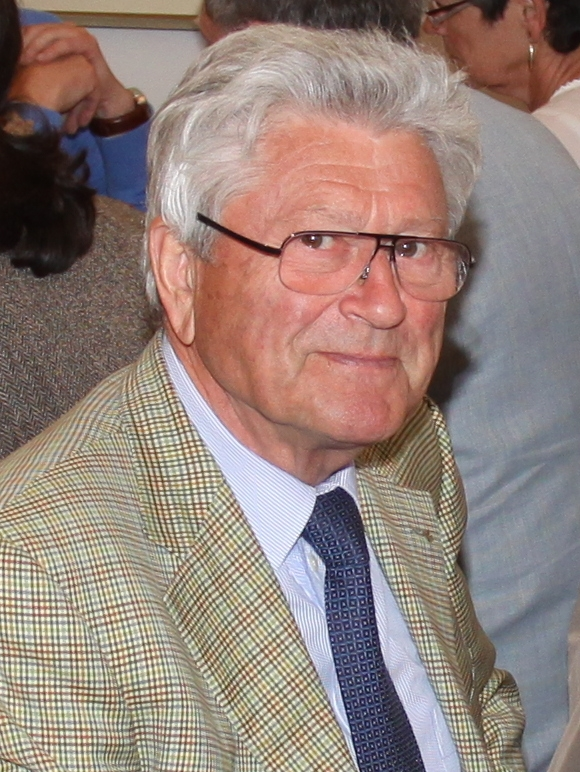
Karl Friedrich Zink

Karl Friedrich Zink (* 1. September 1933 in Roth) ist ein deutscher Kommunalpolitiker (CSU) sowie Autor. Zink lebt in Gunzenhausen.

## Werdegang
Karl Friedrich Zink wurde 1963 mit einer Arbeit zum Asylrecht in der Bundesrepublik Deutschland an der Universität Erlangen-Nürnberg promoviert. Von 1969 bis zur Gemeindegebietsreform in Bayern 1972 war er der letzte Landrat des Landkreises Gunzenhausen. Nach der Reform trat er gegen den ehemaligen Landrat des Landkreises Weißenburg, Georg Hofmann, zur Wahl an und gewann diese. Dann war er von 1972 bis 1996 der erste Landrat des Landkreises Weißenburg-Gunzenhausen. Er ist bis heute derjenige Landrat des Landkreises mit der längsten Amtszeit. 1975 trat der zuvor parteilose Zink der CSU bei. Seit seinem Rückzug aus der Politik ist Zink Autor mehrerer Bücher. Zink war Vorstandsmitglied und Vizepräsident des Verbandes Deutscher Naturparke.

## Schriften
- Das Asylrecht in der Bundesrepublik Deutschland nach dem Abkommen vom 28. Juli 1951 über die Rechtsstellung der Flüchtlinge. Dissertation. Erlangen-Nürnberg 1963.
- Altmühl, Franken, Seenland. Treuchtlingen 1997.
- mit Johann Schrenk, Walter E. Keller: Vom Hahnenkamm zum Hesselberg. Bilder einer fränkischen Kulturlandschaft. Keller, Treuchtlingen 2000, ISBN 3-934145-06-X.
- mit Johann Schrenk: Gotteshäuser. Kirchenführer Landkreis Weißenburg-Gunzenhausen. Treuchtlingen 2008, ISBN 978-3-934145-64-1.
- Erich Behrendt – ein ostpreußischer Maler in Franken.